# Vitamin D
Vitamin D ili kalciferol, poznat još i kao vitamin sunca i  antirahitični vitamin, jest vitamin topljiv u mastima. Njegova su dva glavna oblika vitamin D2 (ergokalciferol) i D3 (kolekalciferol). Zapravo se radi o hormonu (posjeduje steroidnu strukturu), ali se iz povijesnih razloga svrstava među vitamine.
Zajedno s paratireoidnim hormonom regulira koncentraciju kalcijevih iona u plazmi. Prije njegova otkrića mnogi ljudi su bolovali od rahitisa, a posebno djeca. Zato su mu u prošlosti posvetili naročitu pažnju. Danas se zna da taj vitamin može spriječiti i liječiti rahitis. 
Skupina vitamina D obuhvaća 7 vitamina koji se međusobno razlikuju u strukturi pobočnog lanca u položaju 17. Ali kad se govori o vitaminu D u užem smislu misli se na smjesu vitamina D2 (ergokalciferol) i D3 (kolekalciferol). Ergosterol (provitamin ergokalciferola) je biljnog podrijetla, dok je 7 - dehidrokolesterol (provitamin kolekalciferola). Najčešće su to bijeli kristali. Vitamin D praktički je netopiv u vodi, ali se otapa u alkoholu, kloroformu i eteru te u biljnim uljima. Nije stabilan u kristaličnom stanju pa ga često nalazimo u uljnim otopinama koje su stabilne.
Vitamin D se u tijelu može sintetizirati u koži pod utjecajem ultraljubičastih zraka iz provitamina. Ali se može unositi i hranom. Najviše ga ima u ribljem ulju i mesu, mlijeku i mliječnim prozvodima i žumanjku, te u nekim jestivim gljivama. Dnevni zahtjevi za vitaminom D relativno su mali i odrasli ga nadoknađuju izlaganjem suncu ili hranom. Preporučena dnevna količina (RDA) iznosi 5 - 10 μg.
Primarna je uloga vitamina D održavanje homeostaze i konstantne koncentracije kalcija i fosfata u plazmi. Potiče njihovu apsorpciju iz probavnog trakta. Pridonosi jačim kostima i zdravim zubima te je vrlo učinkovit u razvoju djece.
Nedostatak vitamina D očituje se klinički hipokalcijemijom, hipofosfatemijom ili općom demineralizacijom kosti, bolovima u kostima, spontanim prijelomima i slabošću mišića. To je uzrokovano nedovoljnom resorpcijom kalcija i fosfata. Tako može doći i do bolesti koja se zove rahitis. To je metabolička bolest kostiju. Kosti postaju mekane i naginju deformacijama dok zubi postaju defektni. Najčešća je kod djece pa je njima vitamina D najviše potreban. U odraslih se javlja rijetko.
Primjenom velikih doza vitamina D dolazi do poremećaja u matabolizmu kalcija te su prvi simptomi hipervitaminoze vezani uz hiperkalcijemiju. To su umor, probavne smetnje, gubitak težine, anemija pa i depresija. Dolazi i do dodatnog taloženja kalcija u bubrezima i gušterači. Nije se lako predozirati vitaminom D, toksičnost vitaminom D postoji, ali je vrlo rijetka i događa se samo ako se uzima vrlo visoka doza tijekom duljeg razdoblja. Simptomi predoziranja vitaminom D uključuju zbunjenost, nedostatak koncentracije, pospanost, depresiju, povraćanje, bol u trbuhu, zatvor i visoki krvni tlak.

## Sinteza

### Vitamin D3
Vitamin D3 se sintetizira iz 7-dehidrokolesterola, derivata kolesterola, koji se zatim fotolizira ultraljubičastim zrakama. Produkt je previtamin D3.

Previtamin D3 tada spontano izomerizira u Vitamin D3.
Vitamin D3 (kolekalciferol) se hidroksilira u jetri u 25-hidroksikolekalciferol (kalcidiol) i pohranjuje dok ne zatreba.  25-hidroksikolekalciferol se kasnije hidroksilira u bubrezima u glavni biološki aktivni oblik 1,25-dihidroksikolekalciferol (kalcitriol). 